# Чемпионат мира по спортивной гимнастике 1905
Второй Чемпионат мира по спортивной гимнастике проходил с 22 по 23 апреля 1905 года в Бордо (Франция).

## Общий медальный зачёт
| Место | Страна     | Золото | Серебро | Бронза | Всего |
| ----- | ---------- | ------ | ------- | ------ | ----- |
| 1     | Франция    | 6      | 3       | 5      | 14    |
| 2     | Нидерланды | -      | 1       | -      | 1     |
| 3     | Бельгия    | -      | -       | 1      | 1     |

## Медалисты
| Дисциплина                | Золото                                                                                                | Серебро                                                      | Бронза |
| Командное многоборье      | Франция · Жорж Дэжажер · Люсьен Демане · Марсель Лалю · Даниэль Лавьель · Жозеф Мартинес · Пьер Пэссе | Нидерланды · F.J.W. Lambert · J.H. Reeder · J.H.A.G. Schmitt | Бельгия · Jean de Hoe · Paul Mangin · Auguste van Ackere · Albert van de Roye · Leon van de Roye · Vital Verdickt |
| Индивидуальное многоборье | Марсель Лалю Франция                                                                                  | Даниэль Лавьель Франция                                      | Люсьен Демане Франция                                                                                             |
| Конь                      | Жорж Дэжажер Франция                                                                                  | Марсель Лалю Франция                                         | Даниэль Лавьель Франция                                                                                           |
| Параллельные брусья       | Жозеф Мартинес Франция                                                                                | Марсель Лалю Франция                                         | Пьер Пэссе Франция                                                                                                |
| Перекладина               | Марсель Лалю Франция                                                                                  | Жозеф Мартинес Франция                                       | Пьер Пэссе Франция                                                                                                |
| Перекладина               | Марсель Лалю Франция                                                                                  | Жозеф Мартинес Франция                                       | Люсьен Демане Франция                                                                                             |